# Phelloderma
Phelloderma is een geslacht van sponsdieren uit de klasse van de Demospongiae (gewone sponzen).

## Soorten
- Phelloderma polypoides Whitelegge, 1906
- Phelloderma radiatum Ridley & Dendy, 1886